# Lord Chumley (commedia)
Lord Chumley è una commedia teatrale scritta da David Belasco e Henry C. De Mille nel 1888. La storia è ambientata in Inghilterra.
La prima si tenne al Lyceum Theatre di Londra il 21 agosto 1888. L'opera restò in cartellone fino al novembre dello stesso anno. Tra gli interpreti, la famosa attrice Maude Adams che sarebbe diventata una star del teatro USA. Qui, sedicenne, è al suo debutto a Broadway.

## Trama
Gaspar La Sage è un ex galeotto che si atteggia a gentiluomo. In Inghilterra, ricatta il tenente Hugh Butterworth, un ufficiale che si è appropriato del denaro appartenente alla vedova di un militare e che ha un debito di gioco con La Sage. Come pagamento, La Sage vuole sposare Eleanor, la sorella di Hugh.

## Cast della prima (21 agosto 1888)
- Maude Adams: Jessie Deane
- Belle Archer: Eleanor
- Herbert Archer: Gasper Le Sage
- Frank Carlyle: tenente Gerald Hugh Butterworth
- Fanny Addison Pitt: Lady Adeline
- E. H. Sothern: Lord Cholmondeley

## Trasposizioni cinematografiche
Adattato per il cinema, il lavoro di Belasco e De Mille fu riproposto nella versione dallo stesso titolo del 1914, un Lord Chumley diretto da James Kirkwood con protagonisti Lillian Gish e Henry B. Walthall; e da un'ulteriore versione del 1925, Forty Winks per la regia di Paul Iribe e Frank Urson, con Raymond Griffith e Viola Dana.